# Alsine
Es una planta medicinal.
- Commons
- Wikispecies

Alsine L. é um género botânico pertencente à família Caryophyllaceae.

## Sinonímia
- Minuartia L.

## Espécies
- Alsine arvensis
- Alsine boreale
- Alsine glutinosa
- Alsine jamesiana
- Alsine jamesii
- Alsine marina
- Alsine salina
- Lista completa

## Classificação do gênero
| Sistema | Classificação                     | Referência               |
| ------- | --------------------------------- | ------------------------ |
| Linné   | Classe Pentandria, ordem Trigynia | Species plantarum (1753) |